# Aurtis Whitley
Aurtis Seaton Whitley (ur. 1 maja 1977 w Baratarii) – trynidadzko-tobagijski piłkarz, grający na pozycji pomocnika.
Wraz z zespołem San Juan Jabloteh zdobył trzy mistrzostwa Trynidadu i Tobago (2002, 2003, 2007), a także trzy puchary tego kraju (1998, 2005, 2011).
W reprezentacji Trynidadu i Tobago zadebiutował 15 listopada 2000 w wygranym 1:0 meczu el. do MŚ 2002 z Panamą, za kadencji selekcjonera Iana Porterfielda. W 2006 został powołany do kadry na mistrzostwa świata i zagrał na nich w spotkaniach ze Szwecją (0:0), Anglią (0:2) oraz Paragwajem (0:2), a reprezentacja Trynidadu i Tobago odpadła z turnieju po fazie grupowej.